# Keith Strachan
Pour les articles homonymes, voir Strachan.
Keith Strachan (né le 21 janvier 1944) est un metteur en scène et compositeur anglais de musique de film né à Consett dans le comté de Durham. Il est principalement connu pour avoir composé avec son fils Matthew, la musique du jeu télévisé Who Wants to Be a Millionaire?, plus connu en France sous le nom de Qui veut gagner des millions ?.

## Filmographie
- 1987 : The Little Match Girl
- 1990 : Canned Carrott (série TV)
- 1992 : One Jasper Carrott (TV)
- 1993 : The Detectives (série TV)
- 1993 : The Hypnotic World of Paul McKenna (série TV)
- 1994 : Talking Telephone Numbers (série TV)
- 1994 : Carrott U Like (TV)
- 1998-2002 : Who Wants to Be a Millionaire? (série TV)
- 2000 : Winning Lines (série TV)
- 2000 : The People Versus (série TV)
- 2004 : Who Wants to Be a Super Millionaire (série TV)
- 2004 : Johnny & Denise: Passport to Paradise (série TV)